# Šeovica
Šeovica falu Horvátországban Pozsega-Szlavónia megyében. Közigazgatásilag Lipikhez tartozik.

## Fekvése
Pozsegától légvonalban 38, közúton 55 km-re északnyugatra, községközpontjától légvonalban 2, közúton 7 km-re keletre, Nyugat-Szlavóniában a Psunj hegység lejtőin fekszik. Északról Japaga, nyugatról Lipik, délről és keletről a Psunj határolja.

## Története
A település középkori előzményeire utal a pravoszláv temetőben található két sírkőlap, melyeket a 16-17. századból eredeztetnek. A térség a 16. század közepétől több mint száz évig török uralom alatt állt. A 17. század végétől a török kiűzése után a területre folyamatosan telepítették be a keresztény lakosságot. Első lakói pravoszláv vlachok voltak. Az első katonai felmérés térképén „Dorf Scheovicza” néven találjuk. Lipszky János 1808-ban Budán kiadott repertóriumában „Seovicza” néven szerepel. Nagy Lajos 1829-ben kiadott művében „Seovicza” néven összesen 39 házzal, 320 ortodox vallású lakossal találjuk.
A településnek 1857-ben 200, 1910-ben 592 lakosa volt. 1910-ben a népszámlálás adati szerint lakosságának 99%-a szerb anyanyelvű volt. Pozsega vármegye Pakráci járásának része volt. Az első világháború után 1918-ban az új szerb-horvát-szlovén állam, majd később (1929-ben) Jugoszlávia része lett. 1991-ben lakosságának 94%-a szerb nemzetiségű volt. A délszláv háború során a szerb kézen levő települést 1991. december 27-én az Orkan-91 hadművelettel foglalták vissza a horvát erők. 2011-ben 307 lakosa volt.

## Lakossága
| Lakosság változása | Lakosság változása | Lakosság változása | Lakosság változása | Lakosság változása | Lakosság változása | Lakosság változása | Lakosság változása | Lakosság változása | Lakosság változása | Lakosság változása | Lakosság változása | Lakosság változása | Lakosság változása | Lakosság változása | Lakosság változása |
| ------------------ | ------------------ | ------------------ | ------------------ | ------------------ | ------------------ | ------------------ | ------------------ | ------------------ | ------------------ | ------------------ | ------------------ | ------------------ | ------------------ | ------------------ | ------------------ |
| 1857               | 1869               | 1880               | 1890               | 1900               | 1910               | 1921               | 1931               | 1948               | 1953               | 1961               | 1971               | 1981               | 1991               | 2001               | 2011               |
| 200                | 297                | 360                | 376                | 492                | 592                | 564                | 639                | 372                | 406                | 517                | 501                | 586                | 588                | 309                | 307                |

## Nevezetességei
A falu pravoszláv temetőjében fennmaradt két, feltűnő formájú sírkőlap. Magasságuk mintegy 150 cm. A lapokat bevésett keresztek díszítik és ma már csak nehezen olvasható felirat található rajtuk. Az értékes kultúrtörténeti emlékek a 16. és 17. századból származnak.

## Sport
A falu mellett az OPG Bašnec és Dijamant lovasklub terápiás célra lovakat nevel és lovasisklát üzemeltet.